# Perisomena
Perisomena is een geslacht van vlinders van de familie nachtpauwogen (Saturniidae), uit de onderfamilie Saturniinae.

## Soorten
- P. alatauica (Bang-Haas, 1936)
- P. caecigena (Kupido, 1825)
- P. codyi (Peigler, 1996)
- P. haraldi (Schawerda, 1922)
- P. huttoni (Moore, 1862)
- P. stoliczkana (C. & R. Felder, 1874)
- P. svenihedini (Hering, 1936)